# Памятник журналистам, погибшим за свободу слова
Памятник журналистам, погибшим за свободу слова — памятник в городе Грозном в сквере Журналистов. Открыт 30 апреля 1973 года как памятник мужественным борцам за Советскую власть. В 2007 году реконструирован, получил современный облик и название.

## Описание и история памятника
Монумент расположен в городе Грозном в сквере Журналистов, открыт 30 апреля 1973 года. Первоначально памятник был посвящён борцам за Советскую власть.

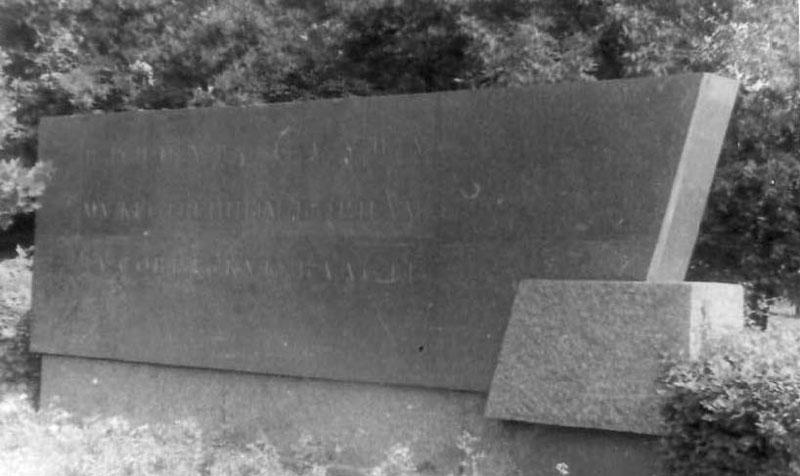
Памятник борцам за Советскую власть (до реконструкции)

Памятник-стела своей формой напоминает знамя (6 х 2,5 х 0,45 метра). Памятник был покрыт плитами полированного красного гранита. Цоколь памятника был выполнен из серого гранита, в передней его части — трапециевидный гранитный блок серого цвета. На стеле были высечены слова — «Вечная слава мужественным борцам за Советскую власть».
13 марта 1990 года памятник признан объектом культурного наследия и поставлен на государственную охрану.
В 1995 и 1999 годах в ходе боевых действий памятник получил повреждения.
В декабре 2006 года, в годовщину 15-летия ввода войск на территорию Чечни, чеченские журналисты обратились к Председателю Правительства Чеченской Республики Рамзану Кадырову, с просьбой установить около восстанавливаемого Дома печати памятник журналистам, погибшим при выполнении своих обязанностей. За 15 лет на территории республики погибло около 100 журналистов, 22 из них были местными журналистами.

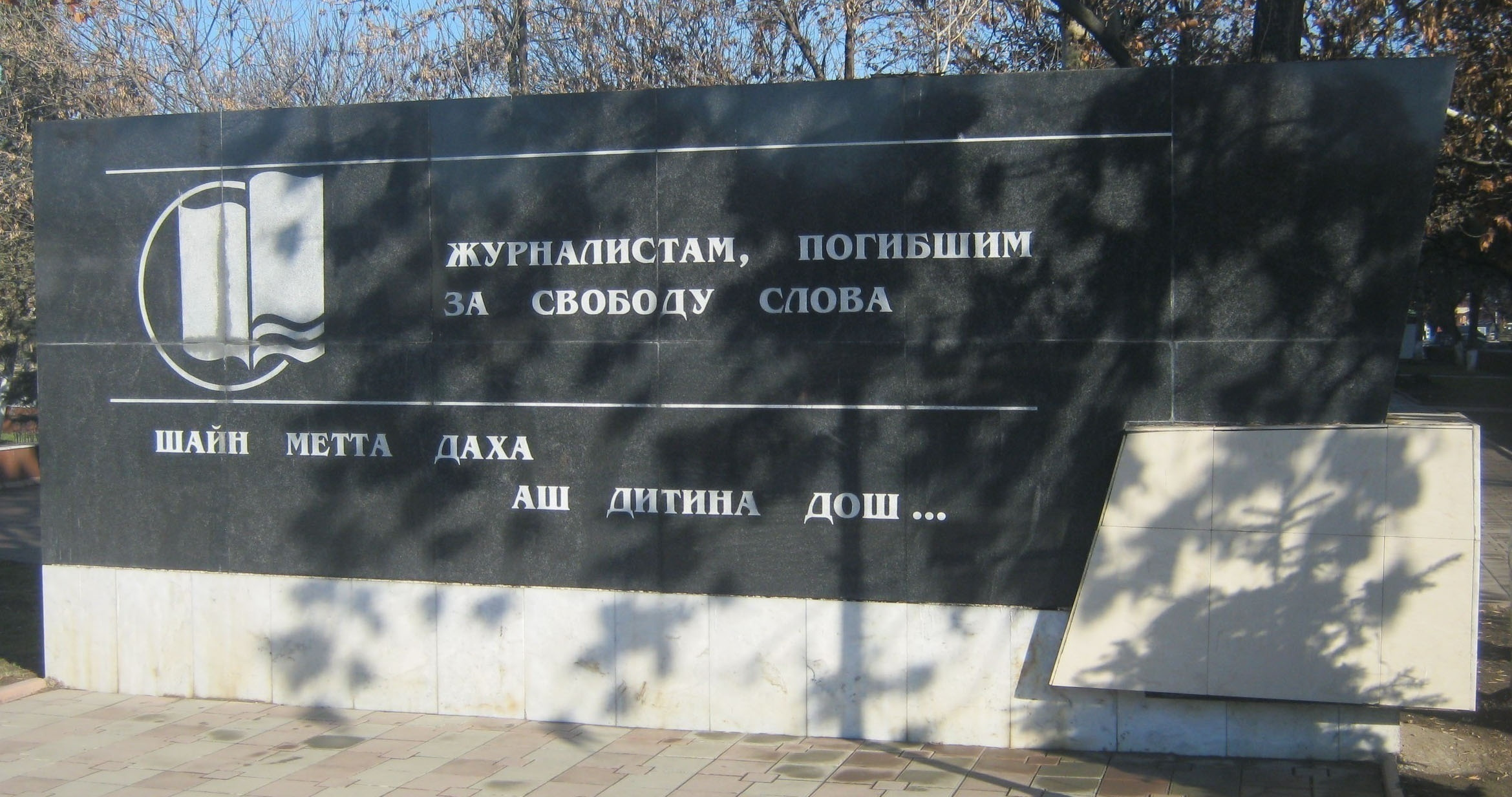
Памятник журналистам, погибшим за свободу слова

По поручению Рамзана Кадырова в феврале 2007 года памятник борцам за Советскую власть был реконструирован и посвящён журналистам. Внешний облик памятника изменился: «знамя» облицовано чёрным камнем, цоколь — белым камнем. На монументе высечена книга, надпись на русском языке «Журналистам, погибшим за свободу слова», а также надпись на чеченском языке «Шайн метта даха аш дитина дош...» («Вместо вас остались ваши слова»). Площадку перед памятником вымостили плиткой. Работы по реконструкции памятника велись за счёт средств Регионального общественного фонда имени Героя России Ахмата Кадырова.
22 мая 2007 года состоялось торжественное открытие реконструированного памятника. В церемонии открытия приняли участие Президент Чеченской Республики Рамзан Кадыров, члены Правительства Чеченской Республики, представители всех средств массовой информации республики и многочисленные жители республики.